# Neuhof (Penkun)
Neuhof ist ein Ortsteil der Stadt Penkun des Amtes Löcknitz-Penkun im Landkreis Vorpommern-Greifswald in Mecklenburg-Vorpommern.

## Geographie
Der Ort liegt vier Kilometer südwestlich von Penkun. Der Südrand der Gemarkung Neuhof bildet zugleich die Landesgrenze zum benachbarten Brandenburg. Die Nachbarorte sind Kirchenfeld im Osten, Luckow-Petershagen im Südosten, Wartin im Südwesten sowie Sommersdorf im Nordwesten.

## Geschichte
Am 1. Dezember 1910 hatte der damalige Gutsbezirk Neuhof insgesamt 55 Einwohner.
Zum 1. Januar 1999 wurde die Gemeinde Sommersdorf aufgelöst und das bis dahin dort als Ortsteil zählende Neuhof ebenfalls in die Stadt Penkun eingegliedert.

## Verkehr
Die Verkehrsanbindung für Neuhof erfolgt über die von Sommersdorf in den Ort führende Kreisstraße VG 86. Darüber hinaus existiert eine Verbindungsstraße in das benachbarte Kirchenfeld, die im weiteren Verlauf nach Penkun führt.

## Söhne und Töchter des Ortes
- Hermann Schwartze (1837–1910), Arzt und erster deutscher Professor für Ohrenheilkunde